# La Cité disparue
Pour plus de détails, voir Fiche technique et Distribution.
La Cité disparue (Legend of the Lost) est un film d'aventure américano-italien réalisé par Henry Hathaway et sorti en 1957.

## Synopsis
Le Français Paul Bonnard part à la recherche d’une mystérieuse cité en ruines naguère découverte par son père dans le Sahara. Elle recèlerait un trésor que Paul promet de partager avec Joe January, un aventurier américain qu’il a recruté comme guide à Tombouctou. Dita, une prostituée en quête de rédemption, se joint à eux. Ils trouvent la cité au terme de leur épuisante route. Mais lorsque Paul découvre les restes de son père vénéré apparemment victime d’une rivalité amoureuse, il perd la raison et s’enfuit avec le trésor. Quand Joe et Dita retrouvent sa trace au milieu du désert, Paul, en plein délire, se précipite sur Joe pour le poignarder, mais il est abattu par Dita. Les deux survivants regagneront la civilisation sans le trésor que Paul a enfoui quelque part dans les dunes, mais avec l’amour qui les a réunis dans cette aventure.

## Fiche technique
- Titre : La Cité disparue
- Titre original : Legend of the Lost
- Réalisation : Henry Hathaway
- Scénario : Ben Hecht, Robert Presnell Jr.
- Musique : Angelo Francesco Lavagnino
- Direction de la photographie : Jack Cardiff
- Son : John Kean, W.H. Milner
- Décors : Alfred Ybarra
- Costumes : Gaia Romanini
- Cascadeurs : Chuck Hayward, Terry Wilson
- Montage : Bert Bates
- Pays de production :  États-Unis,  Italie
- Langue de tournage : anglais
- Période de tournage : 2 janvier 1957 au 10 avril 1957
- Studios : Cinecittà (Italie)
- Producteurs : Henry Hathaway, John Wayne
- Sociétés de production : United Artists (États-Unis), Batjac Productions (États-Unis), Dear Film Produzione (Italie)
- Société de distribution : United Artists
- Budget : 1,750 million $ (estimation)
- Format : couleur par Technicolor — 2.35:1 (Technirama) — son monophonique (RCA Sound Recording) — 35 mm
- Genre : film d'aventure
- Durée : 109 minutes
- Date de sortie :
  - États-Unis : 17 décembre 1957

## Distribution
- John Wayne  (V.F : Claude Bertrand) : Joe January
- Sophia Loren  (V.F : Jacqueline Ferriere) : Dita
- Rossano Brazzi  (V.F : Roland Menard) : Paul Bonnard
- Kurt Kasznar : le préfet Dukas
- Sonia Moser : une fille
- Angela Portaluri : une fille
- Ibrahim El Hadish : Galli Galli
- Marsha Hunt (non créditée, petit rôle indéterminé)

Cascades
Jack N. Young